# C.Dasarahalli, Kadur
C.Dasarahalli là một làng thuộc tehsil Kadur, huyện Chikmagalur, bang Karnataka, Ấn Độ.